# Les Trois-Îlets
Les Trois-Îlets is een gemeente in Martinique en telde 7.242 inwoners in 2019. Het ligt ongeveer 8 km ten zuiden van de hoofdstad Fort-de-France.

## Geschiedenis
Les Trois-Îlets is vernoemd naar de drie kleine eilanden Thébloux, Charles en Sixtain. In 1724 werd een kerk gebouwd en ontwikkelde zich een dorp rond de kerk. Er werd een klein fort. In 1762 werd het gebied veroverd door het Verenigd Koninkrijk, en werd het fort gereduceerd tot een ruïne. In 1849 werd de gemeente opgericht.

## Geboren
- Joséphine de Beauharnais (1763-1814), echtgenote van keizer Napoleon Bonaparte

## Galerij

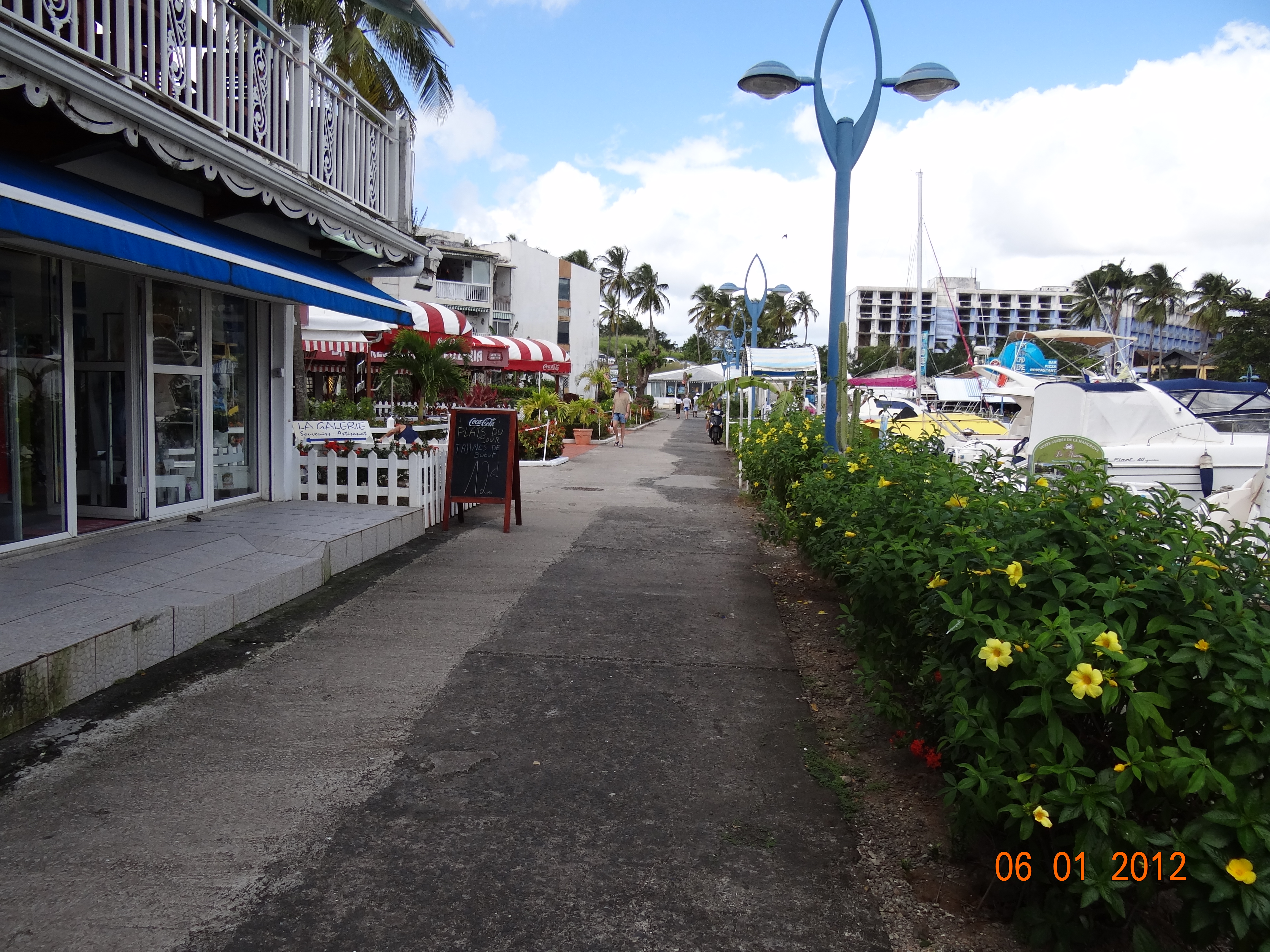
Promenade van Anse Mitan
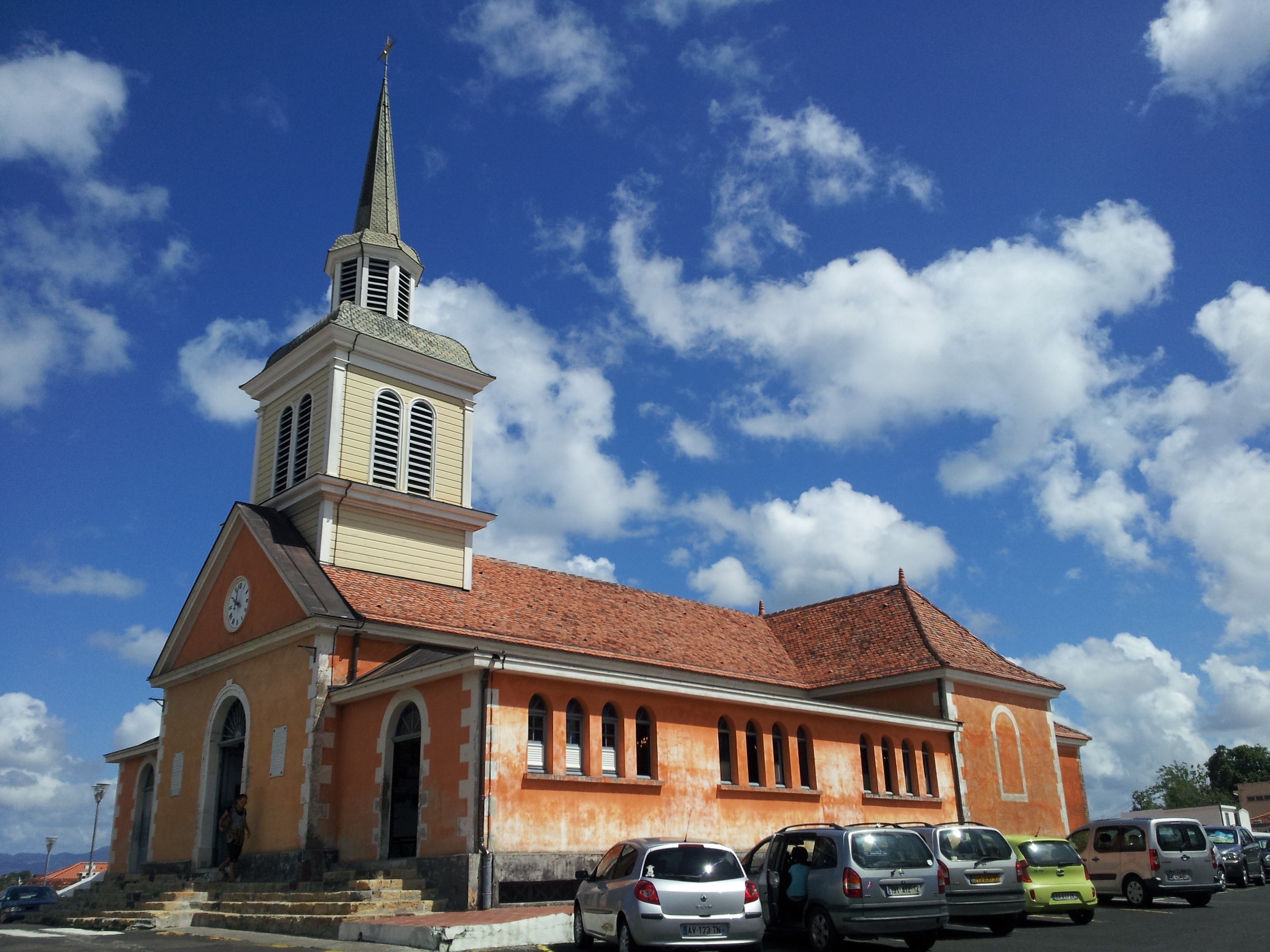
Kerk van Trois-Îlets
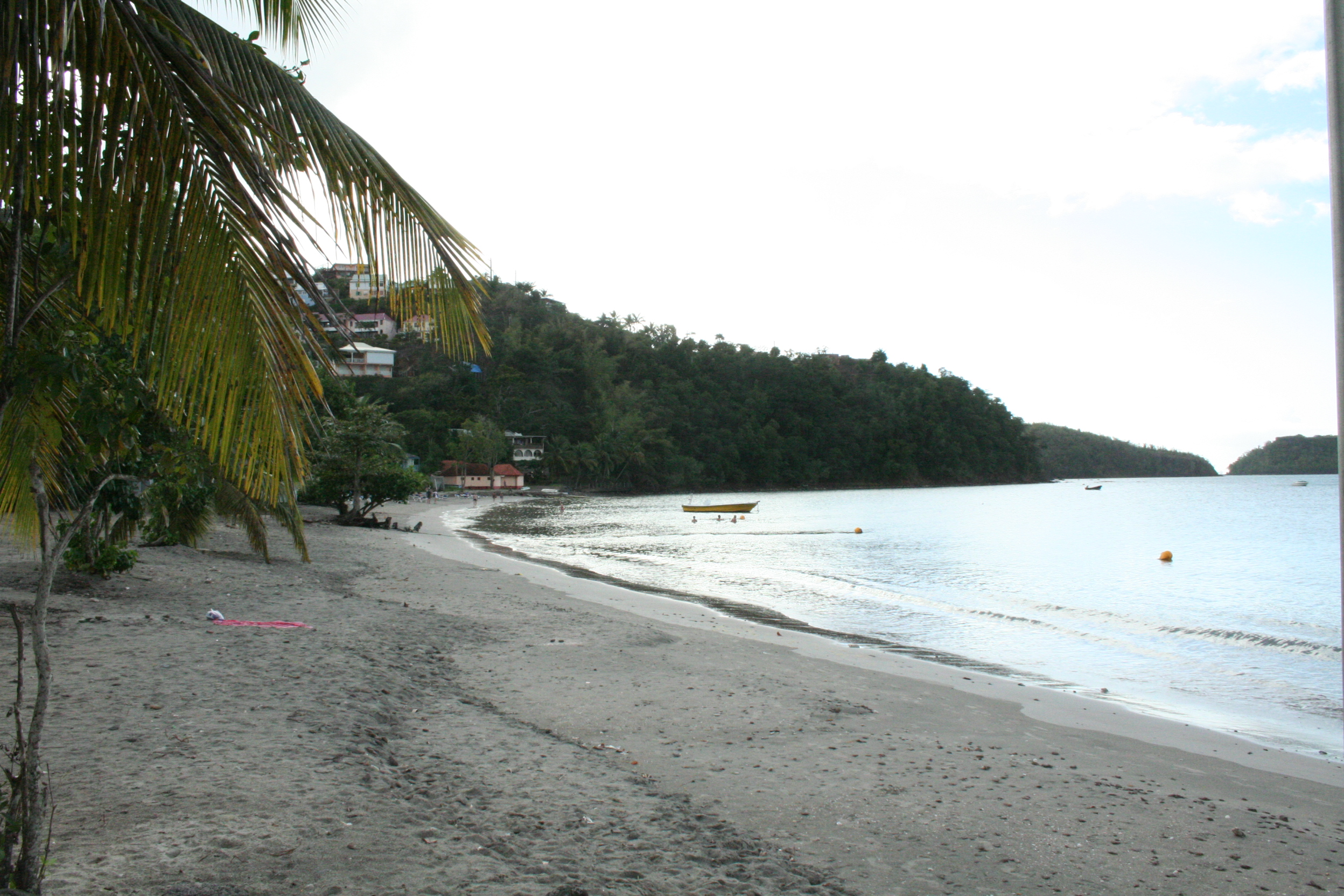
Anse de l'Ane
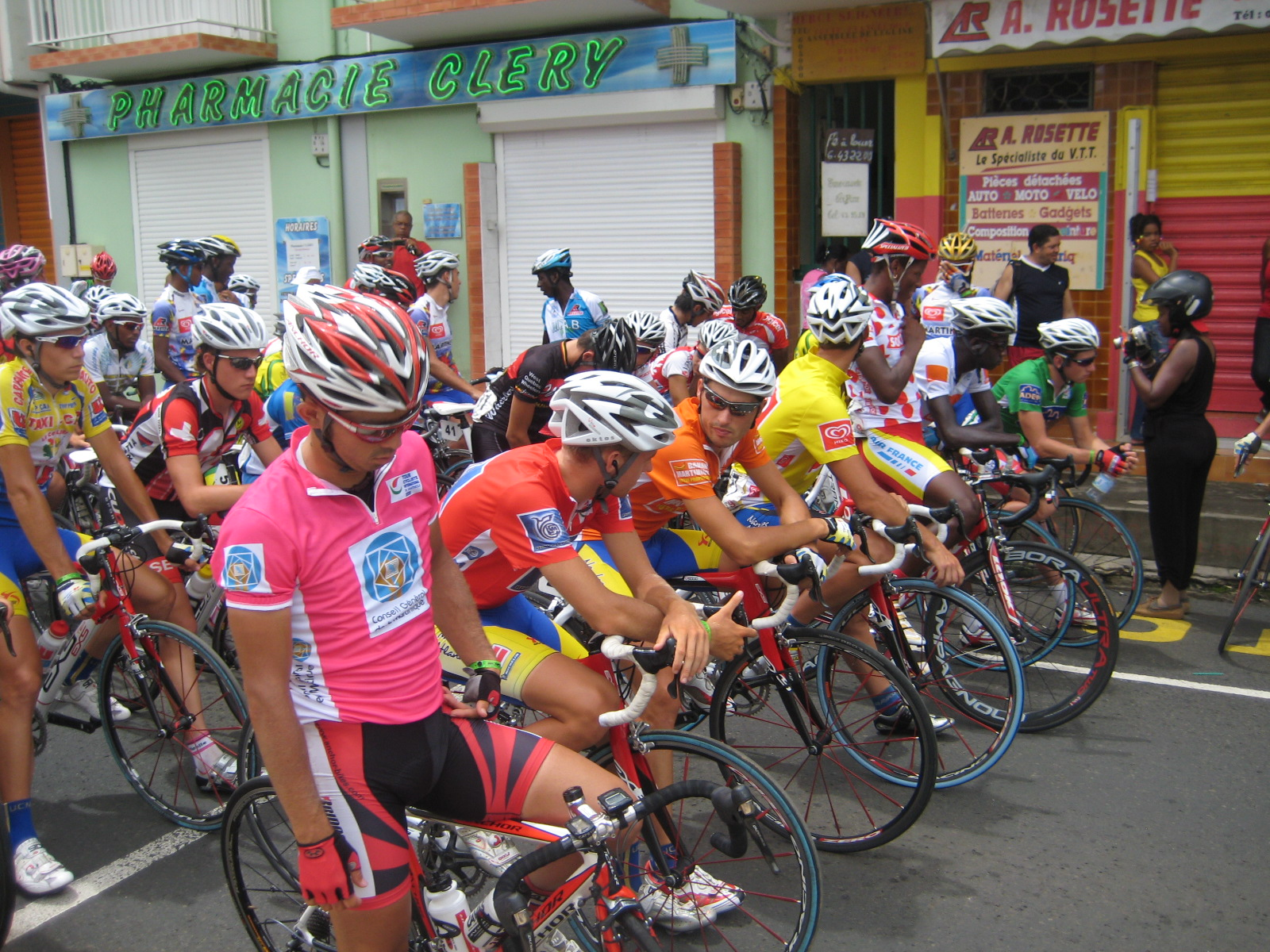
Wielerwedstrijd

L'Ajoupa-Bouillon · Les Anses-d'Arlet · 
Basse-Pointe · Bellefontaine · 
Le Carbet · Case-Pilote · 
Le Diamant · Ducos · 
Fonds-Saint-Denis · Fort-de-France · Le François · 
Grand'Rivière · Le Gros-Morne · 
Le Lamentin · Le Lorrain · 
Macouba · Le Marigot · Le Marin · Le Morne-Rouge · Le Morne-Vert · 
Le Prêcheur · 
Rivière-Pilote · Rivière-Salée · Le Robert · 
Saint-Esprit · Saint-Joseph · Saint-Pierre · Sainte-Anne · Sainte-Luce · Sainte-Marie · Schœlcher · 
La Trinité · Les Trois-Îlets · 
Le Vauclin